# Kim Kyu-jong
Kim Kyu-jong (김규종?; Jeonju, 24 febbraio 1987) è un cantante e attore sudcoreano.
È membro della boy band SS501 dal 2005. Nel 2010 è passato dalla DSP Media alla B2M Entertainment insieme al collega Heo Young-saeng per debuttare da solista nel settembre 2011 con l'album Turn Me On.

## Discografia

### Discografia coreana
Mini album
- 2011 - Turn Me On
- 2012 - Meet Me Again